# Léo Westermann

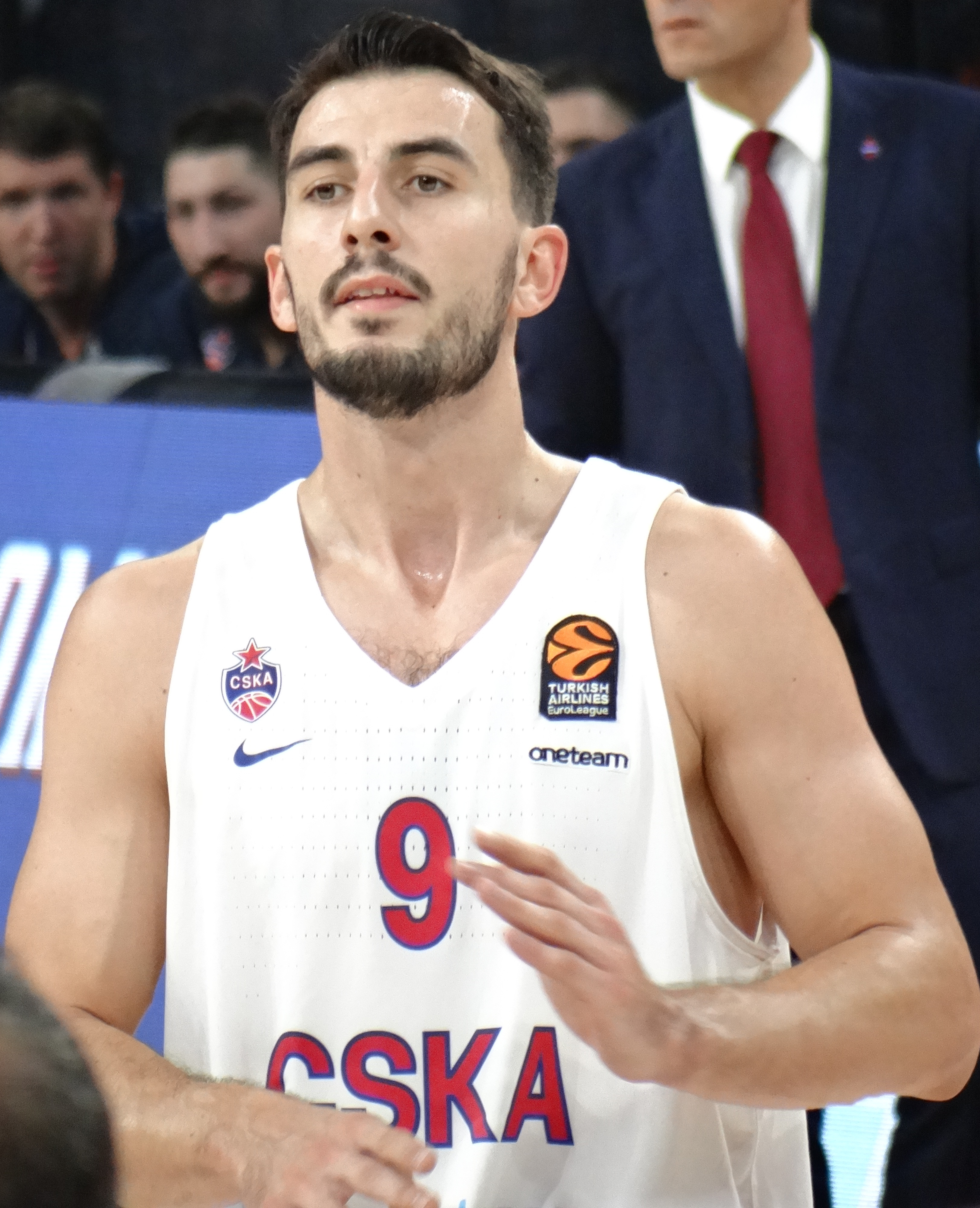
Westermann el 2017

Léo Joseph Paul Westermann (Haguenau, França, 26 de juliol de 1992) és un jugador de bàsquet francès. Amb 1,98 d'alçada el seu lloc natural en la pista és el de base. Pertany en l'actualitat a la plantilla del Monbus Obradoiro de la lliga ACB.

## Trajectòria
El jugador es va formar al Centre Federal de Tecnificació francès i el 2010 va ser fitxat per l'ASVEL. Les seves prestacions no van passar inadvertides pel Partizan de Belgrad que el 2012 el va contractar per tres temporades. En la seva primera campanya va donar la raó als qui hi havien cregut: 6,9 punts, 2,5 rebots i 2,2 assistències. Però el 2013 va sofrir un trencament de lligaments creuats de genoll, contratemps que ja havia patit quatre anys abans.
El 2014 el FC Barcelona va decidir apostar per ell i el 17 de juliol de 2014 anunciava que s'havia fet amb una opció preferencial sobre Westermann. Mentre, el club blaugrana va decidir que el base evolucionés un any al Llemotges per veure com responia després de la seva greu lesió.
El 2015 a l' ‘All Star’ de la Lliga gal·la va guanyar el concurs d'habilitats i va signar 9 punts, 4 rebots i 9 assistències en 25 minuts en el partit i es proclamà campió de la Lliga de Bàsquet de França amb el CSP Llemotges.
Westermann va fer una mitjana de la temporada 2015-16 a Llemotges 9.6 punts i 4.6 assistències en la PRO-A, i 10.1 punts i 4.3 assistències en l'Eurolliga. El 2016 signa pel Zalgiris Kaunas.
La temporada 2017-18 va jugar al CSKA Moscou.
Al setembre de 2018 fitxa de nou pel Zalgiris Kaunas amb un contracte d'una temporada més una altra d'opcional, per substituir Kevin Pangos que s'havia convertit en jugador del FC Barcelona.
Després d'una temporada al Zalgiris, va signar amb el Fenerbahçe turc al juliol de 2019.
El 6 de gener de 2021 va fitxar pel FC Barcelona de la lliga ACB. En la seva primera temporada va arribar amb el Barça a la final de l'Eurolliga (derrota contra l'Efes Pilsen), i va guanyar contra el Reial Madrid la Copa del Rei i la seva primera Lliga ACB amb els blaugrana.
La temporada 2021-22 signa un contracte d'un any amb AS Monaco Basket de la Lliga francesa de bàsquet LNB Pro A.
La temporada 2022-23 signa un contracte d'un any amb el Monbus Obradoiro de retorn a la Lliga ACB.